# خم بیضوی

مجموعه‌ای از محنی‌های بیضوی

در ریاضیات، خم بیضوی نوعی خم جبری است. هر خم بیضوی می‌تواند به‌عنوان خم جبری مسطَّح با معادله‌ی زیر تعریف شود:
{\displaystyle y^{2}=x^{3}+ax+b\,}
خم‌های بیضوی به‌صورتِ خاص در نظریه اعداد مهم بوده و در پژوهش‌های جاری نقش بزرگی دارند؛ برای نمونه خم‌های بیضوی برای اثبات قضیه آخر فرما استفاده می‌شود. آن‌ها هم‌چنین کاربردهای مهمی در رمزنگاری (به مقاله رمزنگاری منحنی بیضوی مراجعه شود) و تجزیه اعداد طبیعی پیدا نمودند.
خم بیضوی یک بیضی نیست. از لحاظ مکان‌شناسی یک خم بیضویِ تعریف‌شده با متغیّرهای مختلط یک چنبره است.